# François-Marie Van Langendonck
François-Marie Van Langendonck (* 30. November 1760 in Löwen; † 2. November 1836 in Vleteren) war ein belgischer Kapuziner, Trappist, Prior und Klostergründer, der in Klöstern in Belgien, Deutschland, Frankreich und wieder Belgien lebte.

## Leben und Werk
André Van Langendock trat in das Kloster der Kapuziner in Dendermonde ein und nahm den Ordensnamen Justus an. Nach Auflösung seines Klosters durch die Französische Revolution trat er 1801 in das Exilkloster der französischen Trappisten in Darfeld ein und nahm den Ordensnamen François-Marie an. 1803 legte er die Feierliche Profess ab und war Mönch unter Abt Augustin de Lestrange, ab 1808 unter Abt Eugène de Laprade. Als die Mönche 1804 in das nahe gelegene Kloster Kleinburlo umzogen, blieb er als Leiter und Beichtiger der Nonnen in Darfeld. Unter ihnen war auch seine Nichte Marie-Françoise Van Langendonck (* 1782), die dort 1808 starb.
Nachdem 1811 der Zisterzienserorden von Napoleon aufgehoben wurde, hielt sich Van Langendonck  bis 1816 mit den französischsprachigen Nonnen aus Darfeld in dem schlosshaft befestigten Gehöft Borsu (auch: Borsut) bei Verlaine in Belgien auf. Von 1816 bis 1826 war er Mönch, Novizenmeister und Prior (unter Abt Germain Gillon, 1769–1835) im neu gegründeten Kloster Le Gard. Dann gehörte er zu der Gründungskommunität des Klosters (Priorats) Mont des Cats und war von 1827 bis 1831 dort Prior. Da er aber die Autorität des Bischofs von Cambrai (Louis Belmas, 1757–1841) nicht anerkennen wollte, weil dieser seinerzeit den Eid auf die Zivilverfassung des Klerus geschworen hatte und auch der Julirevolution von 1830 zustimmend gegenüberstand, gründete er 1831 mit Billigung von Abt Gillon die 15 km von Kloster Mont des Cats entfernte, jedoch in Belgien liegende und deshalb der Autorität von Bischof Belmas entzogene, Abtei Sankt Sixtus in Westvleteren (heute: Vleteren). Van Langendonck starb dort 1836 im Ruf der Heiligkeit.